# 岩上
岩上（1938年9月2日－2020年8月1日），本名嚴振興，出生於台南大灣（今永康），成長於嘉義，就讀崇文國校、華南商職，高中時負笈北上，就讀台中師範學校。畢業後分發至南投縣草屯鎮任教，此後定居於草屯。最初任教於中原國小，後經國中教師資格檢定，轉任草屯國中直至退休。教職期間並利用下班時刻至逢甲學院進修，1971年財稅系畢。
岩上自學生時代即對現代詩與繪畫充滿興趣，大量閱讀文學作品並著手創作，十八歲時於《奔流文藝》詩刊發表第一篇詩作〈孤影〉，此後開始長達六十多年的文學生涯。對於現代詩、童詩、散文、評論皆有涉及，出版過《激流》（1972）、《冬盡》（1980）、《台灣瓦》（1990）、《愛染篇》（1991）、《岩上八行詩》（1997）、《更換的年代》（2000）、《針孔世界》（2003）、《漂流木》（2009）、《另一面》（2014）、《變體螢火蟲》（2015）、《詩病田園花》（2020）十一本詩集；《詩的存在》（1996）、《詩的創發》（2007）、《詩的特性》（2015）三本詩學評論；《忙碌的布袋嘴》（2006）童詩集、《走入童詩的世界》（2015）兒童詩與評論集、散文集《綠意》（2015）。作品曾多次選入國內外重要詩選集，並翻譯成多國語言。
1966年，岩上經陳千武介紹加入《笠》詩社，與《笠》同仁對現代詩和鄉土有著共同關懷。1973年〈松鼠與風鼓〉一詩榮獲第一屆吳濁流文學獎新詩正獎；1976年與南投詩友王灝、鍾義明等人創辦《詩脈》詩社，並發行九期《詩脈》季刊；同年並擔任《南投青年》月刊主編五年。新詩創作、創辦詩社、詩刊編輯、詩集出版，皆是其愛鄉懷土的表現。1979年榮獲第二屆中興文藝獎章新詩獎；1987年獲中國語文學會第21屆中國語文獎章；1991年獲中國文藝協會第32屆文藝獎章新詩獎。1994年始，擔任《笠》詩刊主編八年，同時擔任《文訊》南投特派員六年，撰寫南投藝文采風；1995年於日月潭籌辦第五屆亞洲詩人大會，帶動南投文學與國際交流；1997年至1999年擔任台灣省兒童文學學會理事長；2001年榮獲第三屆南投文學貢獻獎；2002年榮獲第十一屆榮後台灣詩人獎，詩評稱其為「捕捉詩語言的能手，新即物手法的開創者」。
岩上強調作品要有具有現實性，早期作品從自身出發，具抒情特徵，其後逐漸擴大到對鄉土、社會、家國的關懷。個人生活嚴謹有度，提倡要以生活體驗入詩，作品充滿對人生的感悟，詩人學者蕭蕭稱其為「最接地氣、人氣、山林氣的詩人」，實至名歸。寫詩之外，也醉心於太極拳、命理、堪輿學等研究，並從太極拳中體悟詩在有、無之間。其詩作語言凝練曉暢，詩性蘊藏其間，在不同階段的作品中，其風格皆有不同的創發表現。
岩上曾言：「人生如果美滿，詩可以不寫。」認為詩的創作是為了「填補自己人生的裂縫」，詩語言的創作呈現生命的意義和自己存在的位置。他用詩指向自己，也用詩指向社會，他說：「詩的所指是一種語言的魅力，詩在我與非我之間，詩寓託我的情真也披示我的閱世經驗，詩成為存在的象徵。」對於詩和語言探索與追尋，終其一生未曾停歇。晚年雖深受疾病之苦，臨終前仍出版詩集《詩病田園花》，新書發表會時提到：「有詩證明生命的存在，詩從鬢邊隨目屎流出來。」詩是一生最初也是最終的信仰。他說：「詩是語言的創發，詩的特質是創作，所以必須永遠是第一次。詩的語言不是雕花，也非無中生有，而是從觀照萬象取得，由生活中提煉。」2020年8月1日，岩上一生如詩的精采旅程，劃下句點，其詩心與詩火，永留人間。
「遇見台灣詩人」的主辦單位對其詩風的轉變，有精闢而簡短的敘述，認為其「早期作品以自我為中心，多為個人年少抒情與感懷之作，漸漸詩的領域擴展到生活空間環境、土地及社會、政治、教育等等的關注，詩由個人性趨向社會性的關懷與批評，近期作品除仍具社會批判性之外，多為人生感悟哲思之作，作品風格呈現多樣性的變化」。

## 經歷
逢甲學院畢業，曾擔任中國青年寫作協會南投縣分會理事長、《南投青年》月刊總編輯。1965年加入笠詩社。1976年1月1日岩上與王灝、鍾義明、洪錦章、渡堤、李瑞騰、向陽、李默默等人在南投縣草屯鎮成立「詩脈社」；同年7月創《詩脈》季刊，由岩上主編，至1979年3月25日停刊，共出了8期（葉石濤說是9期），1994年起擔任《笠》詩刊主編。

## 榮譽
曾經榮獲第一屆「吳濁流文學獎」(1973年)、第二屆「中興文藝獎章新詩獎」、「中國語文獎章」、「中國文協新詩創作獎」等獎項。其作品被選入國內外重要的選集，也被翻譯成多國語文。曾擔任吳濁流文學獎、榮後台灣詩獎等評審。

## 延伸閱讀
- 國立台灣文學館/編著，《遇見台灣詩人一百：一百位詩人簡介》，2011年「遇見台灣詩人一百」展覽的小冊子。